# Баклакова, Мария Валерьевна
Мария Валерьевна Баклакова (14 марта 1997, Чайковский) — российская пловчиха, специализируется на плавании вольным стилем. Выступает в составе российской национальной сборной начиная с 2010 года, многократная чемпионка Европы и мира среди юниоров, победительница чемпионатов всероссийского и международного уровня, участница летних Олимпийских игр в Лондоне, чемпионка Универсиады. На соревнованиях представляет спортивное общество «Динамо» и Пермский край, мастер спорта международного класса.

## Биография
Мария Баклакова родилась 14 марта 1997 года в городе Чайковский Пермской области. Росла в спортивной семье, её мать Елена Юрьевна в своё время была легкоатлеткой, а отец Валерий Вениаминович занимался лыжными гонками. Начала активно заниматься плаванием в возрасте пяти лет вместе со старшими братом Иваном и сестрой Екатериной, которые впоследствии тоже стали довольно известными пловцами. Проходила подготовку в местном спортивном клубе «Дельфин» под руководством тренера Людмилы Александровны Малышевой, позже присоединилась к физкультурно-спортивному обществу «Динамо».
Впервые вошла в состав российской национальной сборной в 2010 году в возрасте тринадцати лет, год спустя дебютировала на международных соревнованиях — на Олимпийском юношеском фестивале в Турции завоевала золотые медали в пяти разных дисциплинах: 200 м, 400 м, смешанная эстафета 4 × 200 м, 4 × 100 м, комбинированная эстафета 4 × 100 м. В 2012 году одержала победу на всероссийском первенстве среди юниоров на дистанции 100 метров вольным стилем, установив при этом юношеский рекорд страны, затем на взрослом чемпионате России получила бронзу в плавании на 200 метров вольным стилем и в эстафете 4 × 200 м. Побывала на юниорском чемпионате Европы в Антверпене, откуда привезла пять золотых медалей, выигранных в разных дисциплинах.
Благодаря череде удачных выступлений Баклакова удостоилась права защищать честь страны на летних Олимпийских играх в Лондоне, стартовала здесь в эстафете 4 × 200 метров вольным стилем вместе с партнёршами Еленой Соколовой, Вероникой Поповой и Дарьей Белякиной — в предварительном квалификационном заплыве они финишировали предпоследними седьмыми и не смогли тем самым пробиться в финальную стадию, расположившись в итоговом протоколе соревнований на пятнадцатой строке.
После лондонской Олимпиады Мария Баклакова осталась в основном составе российской национальной сборной и продолжила принимать участие в крупнейших международных соревнованиях. Так, в 2013 году на юниорском европейском первенстве в польской Познани она вновь была лучшей в пяти разных дисциплинах, тогда как на юниорском мировом первенстве в Дубае взяла золото, серебро и две бронзы. Выступала на взрослом чемпионате мира по водным видам спорта в Барселоне: стартовала в эстафетах 4 × 100 м и 4 × 200 м вольным стилем, но попасть в число призёров здесь не смогла. За выдающиеся спортивные достижения удостоена почётного звания «Мастер спорта России международного класса».
Из-за серьёзной травмы спины вынуждена была пропустить несколько сезонов и вернулась в большой спорт только в 2016 году.
В августе 2017 года на Универсиаде в Тайбэе Мария Баклакова завоевала «золото» в эстафете 4×200 метров вольным стилем и «серебро»  в эстафете 4×100 метров.